# Котада
Котада (порт. Coutada; МФА: [ko.ˈta.dɐ]) — парафія в Португалії, у муніципалітеті Ковілян. Розташована в східній частині країни, на теренах історичної португальської провінції Бейра. Входить до складу округу Каштелу-Бранку. За адміністративним поділом, чинним до 1976 року, терени парафії були складовою провінції Нижня Бейра. Належить до Порталегрівсько-Каштелу-Бранківської діоцезії Католицької церкви. Патрон — святий Севастіан. Площа — 9,9592 км². Населення — 406 ос. (2011). Слабо урбанізований регіон. Густота населення — 40,77 осіб/км²
. Код — 050329.

## Населення
| 1991 | 2001 | 2011 |
| 497  | 476  | 406  |